# Grad York
Yorški grad je utrdbeni kompleks v mestu York v Angliji. Sestavljen je iz niza gradov, zaporov, sodišč in drugih stavb, ki so bile zgrajene v zadnjih devetih stoletjih na južni strani reke Foss. Zdaj porušena utrdba srednjeveškega normanskega gradu se običajno imenuje Cliffordov stolp. Grad, ki je bil prvotno zgrajen po ukazu Viljema I. za prevlado nad nekdanjim vikinškim mestom Jórvík, je imel burno zgodnjo zgodovino, preden se je razvil v veliko utrdbo z obsežno obrambo. Potem ko je velika eksplozija leta 1684 naredila preostalo vojaško obrambo neprimerno za bivanje, se je Yorški grad do leta 1929 še naprej uporabljal kot zapor.
Prvi grad motte and bailey na tem mestu je bil zgrajen leta 1068 po normanski osvojitvi Yorka. Po uničenju gradu s strani upornikov in vikinške vojske leta 1069 je bil grad  obnovljen in okrepljen z obsežno obrambo pred vodo, vključno z jarkom in umetnim jezerom. Yorški grad je bil pomembna kraljeva utrdba na severu Anglije.
Leta 1190 je bilo 150 lokalnih Judov ubitih v pogromu v leseni grajski utrdbi; večina jih je umrla s samomorom, da ne bi padli v roke drhali. Henrik III. Angleški je sredi 13. stoletja ponovno zgradil grad iz kamna in tako ustvaril utrdbo z edinstveno zasnovo štirilista, ki jo podpirata zunanji zid podgradja in veliko vhodno poslopje. Med škotskimi vojnami med letoma 1298 in 1338 je bil grad pogosto uporabljen kot središče kraljeve uprave po vsej Angliji, pa tudi kot pomembna vojaška baza za operacije.
Yorški grad je v 15. in 16. stoletju propadel in se vse pogosteje uporabljal kot zapor za lokalne prestopnike in politične zapornike. Ocenjuje se, da je do časa Elizabete I. grad izgubil vso svojo vojaško vrednost, vendar je ostal središče kraljeve oblasti v Yorku. Ob izbruhu angleške državljanske vojne leta 1642 je bil grad popravljen in ponovno utrjen ter je leta 1644 igral vlogo pri rojalistični obrambi Yorka pred parlamentarnimi silami. Yorški grad je bil pod garnizijo do leta 1684, ko je eksplozija uničila notranjost Cliffordovega stolpa.
Podgradje je bilo v 18. stoletju prenovljeno v neoklasicističnem slogu kot središče okrožne uprave v Yorkshiru, uporabljali pa so ga kot zapor in zapor za dolžnike. Reforma zaporov v 19. stoletju je pripeljala do ustanovitve novega zapora, zgrajenega v tudorskem neogotskem slogu na grajskem mestu leta 1825; ta objekt je bil najprej uporabljen kot okrožje in nato kot vojaški zapor, leta 1935 pa je bil porušen. Do 20. stoletja so ruševine Cliffordovega stolpa postale znana turistična destinacija in nacionalni spomenik; danes je objekt v lasti English Heritage in odprt za javnost. Druge preostale stavbe služijo kot muzej gradu York in kronsko sodišče.

## Zgodovina

### 11. stoletje
York je bil v 10. stoletju vikinška prestolnica in je v 11. stoletju ostal pomembno severno mesto. Leta 1068 je na prvi severni ekspediciji Viljema Osvajalca po normanski osvojitvi zgradil številne gradove po severovzhodni Angliji, vključno z enim v Yorku. Ta prvi grad v Yorku je bil osnovni lesen grad motte in bailey, zgrajen med rekama Ouse in Foss na mestu današnjega gradu York. Zgrajen je bil v naglici; sodobna poročila nakazujejo, da je bil zgrajen v samo osmih dneh, čeprav je bila ta trditev izpodbijana. Mota je bila prvotno široka približno 61 m na dnu. Ker je bila zgrajena v urbanem okolju, je bilo treba uničiti na stotine hiš, da bi naredili prostor za razvoj. William Malet, šerif Yorkshira, je bil postavljen na čelo gradu in ga je uspešno ubranil pred takojšnjim uporom lokalnega prebivalstva.
Kot odgovor na vse slabše varnostne razmere je Viljem leta 1069 izvedel svoj drugi pohod na sever. Zgradil je še en grad v Yorku, na današnjem hribu Baile na zahodnem bregu reke Ouse nasproti prvega gradu, da bi izboljšal svoj nadzor nad mesto. Tudi ta drugi grad je bil zasnova motta in bailey, pri čemer je bil mota dosežen z vodoravnim mostom in stopnicami, zarezanimi ob strani mote. Kasneje istega leta je danska vikinška flota priplula do Yorka vzdolž reke Humber in Ouse ter napadla oba grada s pomočjo Cospatricka iz Northumbrie in številnih lokalnih upornikov.  Normani so poskušali pregnati upornike nazaj in požgali nekaj mestnih hiš. Ogenj je ušel izpod nadzora in je zažgal tudi yorško cerkev in, nekateri trdijo, tudi gradove. Gradovi so bili zavzeti in delno razstavljeni, Maleta pa so Danci vzeli za talca.
Viljem je po napadih leta 1069 in 1070 izvedel obsežno zaporedje kazenskih operacij po vsej severni Angliji. To Harrying of the North je vzpostavilo dovolj reda, da je omogočilo ponovno gradnjo obeh gradov, spet v lesu. Obor na gradu York je bil med tem nekoliko povečan; sgradbe, za katere se domneva, da so bile v tem času znotraj obora, vključujejo dvorane, kuhinje, kapelo, vojašnice, trgovine, hleve, kovačnice [in] delavnice. V času, ko je bila leta 1086 napisana Domesday Book, je bil grad York obdan z jarkom, napolnjenim z vodo, in velikim umetnim jezerom, imenovanim King's Pool, ki se je napajal iz reke Foss prek jezu, zgrajenega v ta namen. Več premoženja, vključno z dvema mlinoma, je bilo treba uničiti, da bi naredili prostor za obrambo pred vodo. Sčasoma je bilo mesto Baile Hill opuščeno v korist prvega gradu, tako da je ostal le mota, ki še vedno obstaja.

### 12. stoletje
Henrik II. Angleški je med svojo vladavino štirikrat obiskal grad York. Kraljeve dvorane so bile takrat zaradi varnosti znotraj utrdbe in Henry je plačal 15 funtov za popravilo utrdbe. Med svojim obiskom leta 1175 je Henrik uporabil grad kot izhodišče za sprejem poklona Viljema Leva. V bližini so zgradili grajske mline za podporo garnizije, vojaški red vitezov templjarjev pa je sredi 12. stoletja dobil lastništvo nad mlini. Mlini so se izkazali za občutljive na poplave obeh rek in so jih morali večkrat popravljati.

#### Poboj Judov
Leta 1190 je bil grad York kraj enega najhujših pogromov v Angliji v srednjem veku. Normani so v Anglijo uvedli prve judovske skupnosti, kjer so nekateri zasedli posebno ekonomsko vlogo posojevalcev denarja, kar je bila bistvena, a sicer prepovedana dejavnost. Angleški Judje so bili podvrženi precejšnjim verskim predsodkom in so predvsem delali iz krajev, v katerih je bil lokalni kraljevi grad, ki jim je lahko nudil zaščito v primeru napadov večinskega krščanskega prebivalstva. Kraljeva zaščita je bila običajno podeljena, ker sta normanska in anžuvinska kralja določila, da judovsko premoženje in dolgovi do Judov končno pripadajo kroni, ki se vrne kralju ob smrti Juda.
Rihard I. Levjesrčni je bil okronan za kralja leta 1189 in je napovedal, da se namerava pridružiti križarskim vojnam; to je podžgalo protijudovsko čustvo. Začele so se širiti govorice, da je kralj ukazal napad na angleške Jude. V Yorku so napetosti naslednje leto izbruhnile v nasilje. Richard de Malbis, ki je dolgoval denar močnemu judovskemu trgovcu Aaronu iz Lincolna, je izkoristil naključni hišni požar, da je spodbudil lokalno mafijo, da je napadla dom in družino nedavno umrlega judovskega uslužbenca Aarona v Yorku. Josce iz Yorka, vodja judovske skupnosti, je vodil lokalne judovske družine v kraljevi grad, kjer so se zatekli v leseno gradišče. Drhal je obkolila grad in ko je stražar zapustil grad, da bi razpravljal o situaciji, so Judje zaradi strahu pred vstopom drhali ali izročitvijo šerifu zavrnili njegovo vrnitev. Policist se je obrnil na šerifa, ki je poklical svoje ljudi in oblegal trdnjavo. Obleganje se je nadaljevalo do 16. marca, ko je položaj Judov postal nevzdržen. Njihov verski vodja, rabin Yomtob, je predlagal dejanje kolektivnega samomora, da bi se izognili umoru s strani mafije, grad so zažgali, da bi preprečili pohabljanje njihovih teles po smrti. Več Judov je umrlo v plamenih, vendar si je večina raje vzela življenje, kot da bi se predala drhali. Vendar se je peščica Judov predala in obljubila, da se bodo spreobrnili v krščanstvo, vendar jih je jezna množica pobila. V poboju je skupno umrlo okrog 150 Judov. Trdnjava je bila ponovno zgrajena, spet iz lesa, na moti, ki je bila dvignjena v višino za 4,0 m po ceni 207 GBP.

### 13. in 14. stoletje
Kralj Ivan brez zemlje je med svojo vladavino veliko uporabljal grad York, pri čemer je utrdbo uporabljal kot svoje osebne prostore za lastno varnost. Grad je bil v tem času v dobrem stanju. V tem obdobju so se pojavili prvi zapisi o uporabi gradu kot zapora, s sklicevanjem na ujetnike, vzete med Ivanovimi irskimi pohodi, ki so bili zaprti na gradu York. Do 13. stoletja je obstajal dobro uveljavljen sistem grajskih stražarjev, po katerem so bila podeljena različna zemljišča okoli Yorka v zameno za zagotavljanje vitezov in samostrelcev, ki so pomagali pri varovanju gradu.
Tudi Henrik III. Angleški je v veliki meri uporabljal grad, toda med njegovim obiskom na božič leta 1228 je vihar uničil leseno oporišče na moti. Trdnjava očitno ni bila popravljena, namesto nje pa so zgradili stavbo za kraljevo uporabo v zaporu. Leta 1244, ko so Škoti grozili z napadom na Anglijo, je kralj Henrik III. obiskal grad in ukazal, naj ga ponovno zgradijo iz belega apnenca, kar je stalo približno 2600 funtov. Delo je potekalo med letoma 1245 in 1270 in je vključeval gradnjo stolpaste kurtine, vhodnega poslopja precejšnje velikosti z dvema velikima stolpoma, dvema manjšima vratnicama, majhnimi vodnimi vrati, majhnimi prehodi v mesto, kapelo in novo kamnito utrdbo, najprej znano kot Kraljevi, pozneje Cliffordov stolp.
Cliffordov stolp je nenavadne zasnove. Dvonadstropni stolp ima tloris v obliki štirilista s štirimi krožnimi režnji. Vsak reženj meri 6,7 m v prečniku, s stenami debelimi 2,90 m; na svoji najširši strani meri stolp 24 m. Kvadratno vhodno poslopje, široko 6,4 m, je ščitilo vhod na južni strani med dvema režnjema. Med ostalimi režnji so obrambni stolpi. Veliki stebri in osrednji slop so podpirali ogromno težo kamna in prvega nadstropja. Vrzeli, ki so bile edinstvene za grad York, so zagotovile strelne točke. Nad vhodom so zgradili kapelo, ki je merila 4,6 krat 4,3 m, ki je služila kot dvorana kot pri gradovih Harlech in Chepstow. Stolp naj bi bil eksperiment za izboljšanje bočnega ognja, tako da je več tal vidno z vrha trdnjave. Čeprav je edinstven v Angliji, je zasnova stolpa zelo podobna stolpu v Étampesu v Franciji in je morda vplivala na zasnovo prihodnjega stolpa gradu Pontefract. Henrik je za projekt zaposlil zidarskega mojstra Henryja de Raynsa in glavnega tesarja Simona iz Northamptona, stroški stolpa pa so predstavljali večino celotnih izdatkov za grad v tem obdobju dela.
Nov grad je potreboval stalna vlaganja, da bi ohranil svojo kakovost vojaške utrdbe. Zimske poplave v letih 1315–16 so poškodovale zemljo ob vznožju mote, kar je zahtevalo takojšnja popravila. Okoli leta 1358–60 se je težka kamnita utrdba ponovno ugreznila in jugovzhodni reženj je počil od vrha do dna. Kraljevi uradniki so priporočili, da se utrdba popolnoma obnovi, vendar so namesto tega popravili reženj, kar je stalo 200 GBP.
Edvard I. Angleški je šerifu Yorkshira dal obsežna pooblastila za uveljavljanje zakona in reda v mestu York in šerifi so ustanovili svoj sedež v Cliffordovem stolpu. Med vojnami proti Škotom pod vodstvom Edvarda in njegovega sina je bil grad York tudi središče kraljeve uprave v Angliji skoraj polovico let med 1298 in 1338. Številne Westminstrske ustanove so sledile kralju proti severu v York in se ustalile v grajskem kompleksu. Obstoječa grajska poslopja niso zadoščala za vse upravne ustanove; začasna stavba znotraj gradu je bila zgrajena za sodišče v začetku tega obdobja in obnovljena v večjem obsegu v letih 1319–20. Državna blagajna je prevzela Cliffordov stolp. Druge stavbe po mestu so morali zaseči, da bi absorbirali pretok iz samega gradu. Zaradi razširjene uporabe gradu za te namene so sodišča na gradu York začela tekmovati s tistimi v Londonu, vzorec, ki je trajal v 1360-ih. Grad je sčasoma pridobil svojo kovnico leta 1344, ko se je Edvard III. odločil ustanoviti stalno kovnico v gradu York za proizvodnjo zlatih in srebrnih kovancev za potrebe severne Anglije. Evropski kovači so bili pripeljani v York, da bi ustanovili obrat.
Henrik III. Angleški je razširil vlogo gradu kot zapora za zadrževanje široke palete zapornikov. Šerif je bil v tem času odgovoren za zapor, njegov namestnik pa je običajno prevzel vlogo redarja. V gradu je bilo naenkrat zaprtih do tristo deset ujetnikov. Razmere, v katerih so bili zaporniki, so bile 'grozljive' in so privedle do velike izgube življenj med zaporniki. Pobegi iz zapora so bili razmeroma pogosti in mnogi od njih, kot na primer pobeg 28 zapornikov leta 1298, so bili uspešni. Ko je bil leta 1307 v Angliji razpuščen vojaški red vitezov templjarjev, je bil grad York uporabljen za zadrževanje številnih aretiranih vitezov. Grajski mlini, nekdanja templjarska last, so se istočasno vrnili pod kraljev nadzor. Edvard II. je grad uporabil tudi kot zapor v svoji kampanji proti svojim uporniškim baronom leta 1322, po bitki pri Boroughbridgeu pa so bili številni poraženi uporniški voditelji usmrčeni na gradu York.
Konec 14. stoletja je grajsko podgradje zasedla predvsem lokalna okrajna uprava. Obširno so ga uporabljali kot zapor, zapornike pa so zadrževali v različnih stolpih okrog okrožja. Stari sistem grajske straže za varovanje gradu se je spremenil v sistem, po katerem je krona uporabljala rente lokalnih kraljevih dežel za najemanje lokalnih stražarjev za grad. Člani kraljeve družine so vse pogosteje raje bivali v frančiškanskem samostanu, med gradom in King's Staith on the Ouse, medtem ko je njihovo osebje prebivalo v samostanu sv. Marije in samostanu sv. Andreja na območju Fishergate.

### 15. in 16. stoletje
V 15. stoletju je grad York skupaj z gradom Nottingham veljal za ključno varnostno prednost na severu Anglije, vendar so se naložbe celo v te gradove zmanjšale. Popravila gradu York od leta 1400 naprej so bila redka in je vse bolj propadal. Rihard III. Angleški je prepoznal težavo in leta 1483 dal odstraniti nekatere najbolj dotrajane strukture, vendar je umrl v bitki pri Bosworthu, preden so se lahko začela nadomestna dela. Do vladavine Henrika VIII. je antikvar John Leland poročal, da je bil grad v precej slabem stanju; kljub temu je obramba pred vodo ostala nedotaknjena, za razliko od mnogih drugih gradov tega obdobja. Zaradi poslabšanja je bilo treba Henrika obvestiti, da kraljevi svetniki nimajo več nobenega uradnega prebivališča, kjer bi lahko ostali in delali, ko so bili v Yorku. Grajsko kovnico so zaprli po smrti Edvarda VI. leta 1553, grajske mline pa so leta 1464 predali lokalni dobrodelni bolnišnici. Bolnišnico so nato med reformacijo zaprli, mlini pa so spet prešli v zasebno last.
Grad se je še naprej uporabljal kot zapor, vse bolj za lokalne prestopnike, in lokacija za politične usmrtitve. Do 16. stoletja je postala tradicionalna usmrtitev izdajalcev tako, da so jih obesili na vrhu Cliffordovega stolpa, namesto da bi jih ubili pri Micklegate, običajni prejšnji lokaciji za smrtno kazen v Yorku. Leta 1536 je bil na primer politični voditelj Robert Aske usmrčen na gradu York po ukazu Henrika VIII., po neuspehu protesta Askejevega Romanja milosti proti razpustitvi samostanov. Večino obdobja so šerifi iz Yorkshira ostali pod nadzorom gradu, čeprav je bilo nekaj pomembnih izjem, kot je imenovanje kraljevega favorita Sir Roberta Rytherja s strani Edvarda IV. leta 1478. Ob koncu v 16. stoletju pa je družina Clifford (grofje Cumberlandski) postala dedni stražar gradu in Cliffordov stolp je približno v tem času prevzel ime po družini.
Propadanje gradu se je nadaljevalo v času vladavine Elizabete I., ki so ji povedali, da nima več vojaške uporabnosti. Robert Redhead, oskrbnik stolpa, je v tistem času postal razvpit, ker je razkopal dele gradu in razprodal kamen za lasten dobiček. Kljub številnim poskusom lokalnih mestnih in kronskih uradnikov, da bi to zaustavili, je Redhead še naprej povzročal precejšnjo škodo, preden je bil prisiljen prenehati. Leta 1596 so bili podani predlogi za popolno rušitev Cliffordovega stolpa, vendar so bili zavrnjeni zaradi močnega lokalnega občutka.

### 17. stoletje
Vzdrževanje gradu je postajalo vse dražje in leta 1614 je kralj Jakob I. Angleški prodal zakup Cliffordovega stolpa in okoliškega zemljišča Johnu Babingtonu in Edmundu Duffieldu, paru nepremičninskih špekulantov. V zameno sta Babington in Duffield prodala Cliffordov stolp družini trgovcev iz Yorka. Leta 1642 pa je izbruhnila angleška državljanska vojna med rivalskimi frakcijami rojalistov in parlamenta. Sile, zveste Karlu I., so pod poveljstvom Henryja Clifforda leta 1643 zasedle garnizijo na Yorškem gradu in okolici. York je dejansko postal 'severna prestolnica' za rojalistično stvar. Clifford je popravil grad in okrepil zidove, da so lahko podpirali topove, tako da je svoje roke položil poleg kraljevih nad vhod. Vhodno poslopje Cliffordovega stolpa je bilo precej predelano in je izgubilo svoj prvotni srednjeveški videz. Baile Hill, na drugi strani reke, je postal mesto topov. Grajska kovnica je bila ponovno odprta za oskrbo kraljevih sil s kovanci.
Vojna se je obrnila proti rojalističnim frakcijam in 23. aprila 1644 so parlamentarne sile začele oblegati York. Škotska vojska pod vodstvom Alexandra Leslieja je prišla z juga, medtem ko so parlamentarne sile pod vodstvom Ferdinanda Fairfaxa prišle z vzhoda. Šest tednov pozneje je Edward Montagu v York pripeljal tretji kontingent, s čimer je število sil, ki so oblegale mesto, povišalo na več kot 30.000 mož. William Cavendish je poveljeval mestu med obleganjem, medtem ko je bil polkovnik Sir Francis Cobb imenovan za guvernerja gradu. Kljub bombardiranju, poskusom spodkopavanja obzidja in napadom na vrata se je mesto obdržalo do maja in junija. Princ Rupert, poslan, da zajame York, se je približal z okrepitvami in s premetenim manevriranjem uspel prisiliti oblegovalce, da so se umaknili, in 1. julija odpravili obleganje. Naslednji dan so parlamentarne sile premagale Ruperta v bitki pri Marston Mooru, šest milj zahodno od Yorka, zaradi česar je bila predaja Yorka in gradu neizogibna. Dne 14. julija sta se mesto in grad predala parlamentarnim silam, ki so rojalistom dovolile odhod z vsemi častmi.
Parlament je nato imenoval Thomasa Dickensona, lokalnega župana, za guvernerja Cliffordovega stolpa. Nadzor nad gradom je imel župan do obnove. Prizadevali so si, da bi ločili strukture Cliffordovega stolpa, ki ga je parlament uporabljal kot garnizijo, od stavb podgradja, ki se je še naprej uporabljal kot zapor. Oliver Cromwell je leta 1650 obiskal Cliffordov stolp in prejel pozdrav iz topov, nameščenih na vrhu. Stroški garnizije so bili zaračunani mestu York.
Po obnovitvi Karla II. so predvojni lastniki nepremičnin zahtevali Cliffordov stolp in jim na koncu podelili lastništvo. Vendar pa je bila tam še naprej nameščena garnizija, ki je lastnikom preprečila, da bi dejansko zasedli ali uporabljali posest. Stolp so popravili in postal je skladišče za smodnik in krogle. Poskušali so obnoviti stanje jarka, ki je bil močno zamuljen. Nekateri politični zaporniki so bili še naprej zaprti na gradu v obdobju obnove, vključno z Georgeom Foxom, ustanoviteljem Društva prijateljev.
V teh letih so okrožje razširili z izboljšavami v Veliki porotni hiši in skupni dvorani, toda do leta 1680 je bila vloga vojaške garnizije na gradu York postavljena pod vprašaj. Sir Christopher Musgrave je leta 1682 pripravil poročilo za krono; trdil je, da bi sprememba gradu v sodobno utrdbo stala najmanj 30.000 GBP, pri čemer je izdelal predlog za šest bastijonov, ki bi jih takšna zvezdasta utrdba potrebovala. To delo ni bilo nikoli izvedeno. Medtem sta garnizija in grad postala izjemno nepriljubljena pri prebivalcih Yorka, ki niso marali tako stroškov kot vsiljevanja zunanje oblasti.
Na dan svetega Jurija leta 1684 okoli 22. ure je eksplozija v skladišču v celoti uničila notranjost Cliffordovega stolpa. Uradna razlaga je bila, da je slavnostni pozdrav iz pušk na strehi zažgal dele lesenih elementov, ki so kasneje vžgali smodnik. Vendar pa večina zgodovinarjev meni, da eksplozija ni bila naključna. Takrat je bilo v mestu običajno nazdravljati ob morebitnem rušenju »Minced Pie«, kot so grad poznali domačini; sumljivo je, da so nekateri člani garnizije tik pred eksplozijo premaknili svoje osebne stvari na varno in v dogodku ni bil nihče iz garnizije poškodovan. Toplota ognja je apnenec stolpa spremenila v sedanjo, rahlo rožnato barvo. Zdaj uničen stolp je bil v celoti vrnjen v zasebno last in je sčasoma postal del zemljišč sosednje hiše in vrtov, ki so pripadali Samuelu Waudu.

### 18. in 19. stoletje
Do leta 1701 so razmere v okrožnem zaporu postale škandalozne in sprejeta je bila odločitev o ponovnem razvoju območja, ki ga je zasedalo staro podgradje. Lokalni davek je pomagal financirati razvoj in kralj se je strinjal, da se ruševine samostana sv. Marije uporabijo za gradbeni kamen. Južno od Cliffordovega stolpa so bile zgrajene tri nove stavbe. Nov okrajni zapor, ki ga je med letoma 1701 in 1705 zgradil William Wakefield, je bil postavljen na južno stran in je bil zelo podoben modnemu delu Johna Vanbrugha. Lokalni arhitekt John Carr je nato med letoma 1773 in 1777 na zahodni strani zgradil porotna sodišča na mestu stare porotne hiše in nadzoroval zamenjavo sejne hiše in skupne dvorane z ženskim zaporom med letoma 1780 in 1783 na vzhodni strani. Ženski zapor in okrožni zapor sta bila pozneje združena v dolžniški zapor. Obe Carrovi stavbi sta bili zasnovani v značilnem neoklasicističnem slogu; stavba Porotnega sodišča je bila takrat še posebej hvaljena kot »odlična zgradba jonskega reda«. Grajsko dvorišče je bilo leta 1777 zatravljeno, da je oblikovalo krog, in je postalo znano kot »Eye of the Ridings«, ker so ga uporabljali za volitve članov parlamenta za York.
Obiski reformatorja zaporov Johna Howarda kot del raziskave za njegovo knjigo The State of the Prisons so ugotovili, da so ti zapori pomanjkljivi, vendar v razmeroma dobrem stanju v primerjavi z drugimi v tistem času. Celoten zapor za dolžnike je bil »v čast okrožju« York z »zračnimi in zdravimi« sobami, vendar je krilo zapora za prestopnike pritegnilo nekaj kritik. Krilo zločincev je bilo 'premajhno' in 'ni imelo vode' za zapornike; prestopniki so bili prisiljeni spati na kupih slame na tleh. Dejansko so bile razmere v krilu prestopnikov tako slabe, da se je leta 1739 v eni noči zadušilo devet zapornikov.
Tik pred glavnim obzidjem so grajski mlini od 16. stoletja dalje postajali vse bolj neučinkoviti zaradi zmanjšanja pretoka rek, ki so poganjale vodna kolesa. Posledično so jih leta 1778 obnovili z novim parnim strojem za pogon strojev; ta parni stroj je povzročil precejšnje nelagodje zapornikom, ki sta jih prizadela dim in hrup.

### 20. stoletje
Leta 1890 so se upravniki zaporov strinjali, da bodo Cliffordov stolp razglasili za nacionalni spomenik in ga ohranili kot zgodovinsko lokacijo. Leta 1902 je bil Cliffordov stolp predan korporaciji York, skupaj z donacijo v višini 3000 GBP (kar ustreza 320.000 GBP leta 2019), ki jo je uredil Lord Wenlock za ohranjanje in popravila. Odstranitev talusa in poškodba grajskega kamna v 16. stoletju je povzročila prevelik pritisk na nosilno moto, kar je povzročilo ponovitev posedanja iz 14. stoletja. Sir Basil Mott, vodilni viktorijanski inženir, je namestil betonske podpore za stabilizacijo strukture pod vratarnico. Do začetka 20. stoletja je bil Cliffordov stolp redno odprt za obiskovalce, leta 1915 pa je bil kot državni spomenik predan Uradu za dela.

## Danes
Zapor v Yorku so dokončno zaprli leta 1929, viktorijanske zaporne stavbe v slogu tudorske negotike pa so porušili leta 1935. V stavbi porotnih sodišč je zdaj okrožno sodišče v Yorku, medtem ko sta nekdanji zapor za dolžnike in zapor za ženske, skupaj s sodobnim vhodom, zdaj grajski muzej. Okroglo travnato območje med temi stavbami, ki je bilo nekoč znano kot Eye of the Ridings, je zdaj znano kot Castle Green ali Eye of York. Cliffordov stolp je najvidnejši ohranjeni del prvotne srednjeveške utrdbe, čeprav so kamnite stopnice ob strani mota moderne. Ohranjeni so tudi fragmenti obzidja, deli južnega vhodnega poslopja in eden od vogalnih stolpov.
Grad je uvrščen med spomenike I. stopnje. Objekt, ki ga upravlja English Heritage, je odprt za javnost. Do 1970-ih so uradne zgodovine gradu pogosto podcenjevale pogrom leta 1190; zgodnji uradni vodniki po gradu ga niso omenjali. Leta 1978 pa je bila ob vznožju Cliffordovega stolpa položena prva spominska plošča žrtvam, leta 1990 pa so na stolpu obeležili 800. obletnico pobojev. V zadnjem času so komercialni interesi poskušali uvesti razvoj maloprodaje na območju, ki ga obkroža. Državljani, obiskovalci, akademiki, okoljevarstveniki, lokalni poslovneži in judovske skupine so z nekaj uspeha nasprotovali razvoju in leta 2003 zmagali v dolgotrajni in ostri javni preiskavi.
Marca 2022 je bil zaključen projekt ohranjanja angleške dediščine, vključno z delom na apnenčasti strukturi stolpa in nego strehe kapele. Nova notranja dostopna stopnišča iz lepljenega lesa, ki vodijo do nove strešne ploščadi, omogočajo obiskovalcem od blizu pogled na nekatere prvotne značilnosti stavbe in manj gneče razgledne točke na mesto.